# Mapathon
 (mai 2021).
La mise en forme du texte ne suit pas les recommandations de Wikipédia : il faut le « wikifier ».
Les points d'amélioration suivants sont les cas les plus fréquents. Le détail des points à revoir est peut-être précisé sur la page de discussion.
- Les titres sont pré-formatés par le logiciel. Ils ne sont ni en capitales, ni en gras.
- Le texte ne doit pas être écrit en capitales (les noms de famille non plus), ni en gras, ni en italique, ni en « petit »…
- Le gras n'est utilisé que pour surligner le titre de l'article dans l'introduction, une seule fois.
- L'italique est rarement utilisé : mots en langue étrangère, titres d'œuvres, noms de bateaux, etc.
- Les citations ne sont pas en italique mais en corps de texte normal. Elles sont entourées par des guillemets français : « et ».
- Les listes à puces sont à éviter, des paragraphes rédigés étant largement préférés. Les tableaux sont à réserver à la présentation de données structurées (résultats, etc.).
- Les appels de note de bas de page (petits chiffres en exposant, introduits par l'outil «  Source ») sont à placer entre la fin de phrase et le point final[comme ça].
- Les liens internes (vers d'autres articles de Wikipédia) sont à choisir avec parcimonie. Créez des liens vers des articles approfondissant le sujet. Les termes génériques sans rapport avec le sujet sont à éviter, ainsi que les répétitions de liens vers un même terme.
- Les liens externes sont à placer uniquement dans une section « Liens externes », à la fin de l'article. Ces liens sont à choisir avec parcimonie suivant les règles définies. Si un lien sert de source à l'article, son insertion dans le texte est à faire par les notes de bas de page.
- La présentation des références doit suivre les conventions bibliographiques. Il est recommandé d'utiliser les modèles {{Ouvrage}}, {{Chapitre}}, {{Article}}, {{Lien web}} et/ou {{Bibliographie}}. Le mode d'édition visuel peut mettre en forme automatiquement les références.
- Insérer une infobox (cadre d'informations à droite) n'est pas obligatoire pour parachever la mise en page.

Pour une aide détaillée, merci de consulter Aide:Wikification.
Si vous pensez que ces points ont été résolus, vous pouvez retirer ce bandeau et améliorer la mise en forme d'un autre article.

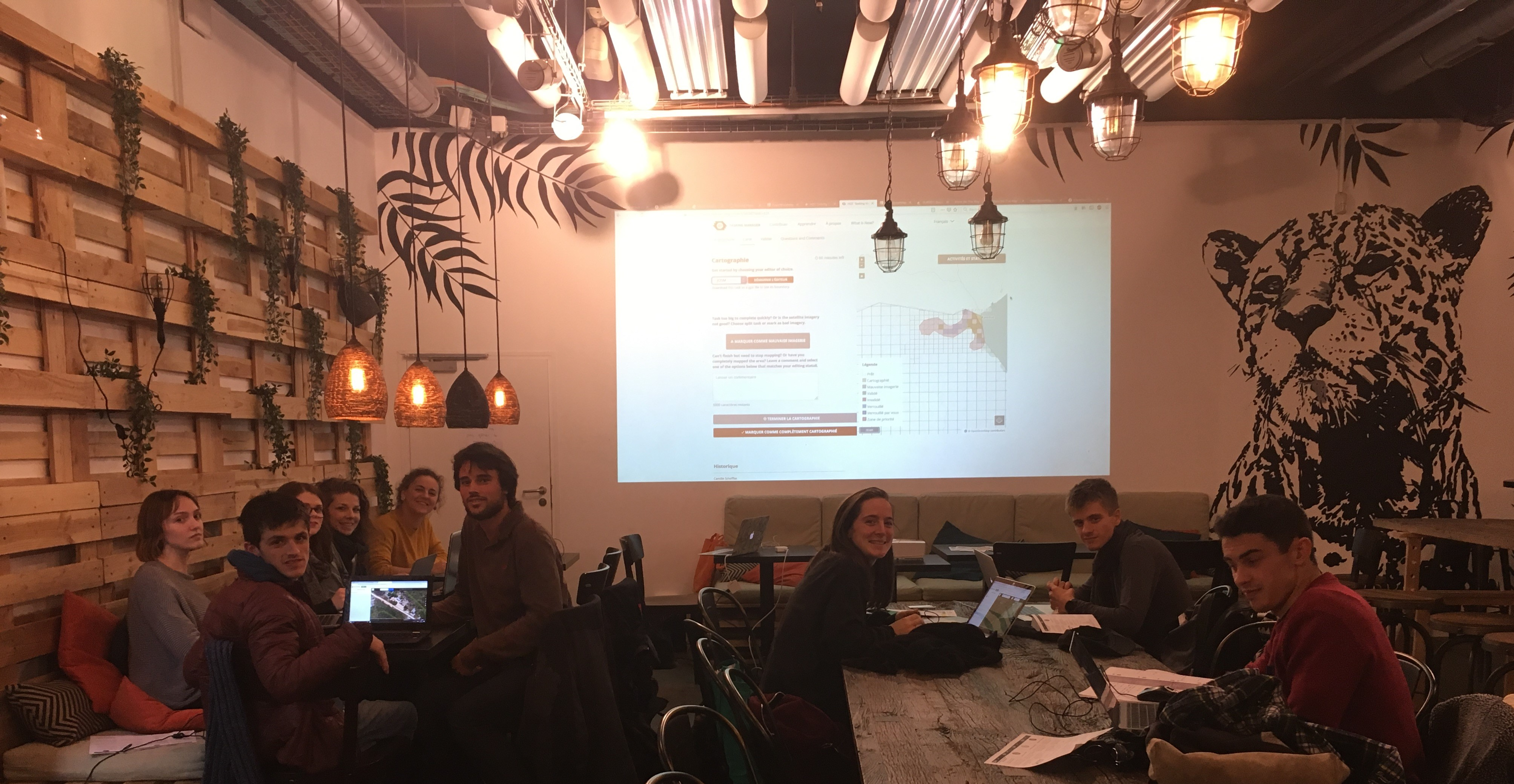
Des étudiants de l'université Paris Diderot participent à un mapathon.

Un mapathon est un événement de néogéographie durant lequel des groupes de volontaires se réunissent, en présentiel ou en distanciel, afin de travailler sur des projets de cartographie de manière collaborative. S'il a souvent lieu dans une salle, il peut également prendre place directement sur le terrain,. C'est un processus créatif aux objectifs divers souvent axés sur la proposition de solutions à des problématiques d'ordre humanitaire,. La cartographie réalisée lors d'un mapathon consiste à fournir des informations géographiques à la base de données OpenStreetMap. Les informations ainsi ajoutées sont libres de droit et accessibles à tous.

## Histoire du mot et concept
À l'instar du hackathon, le mapathon est issu de la contraction du mot "map" (carte en anglais) et du mot "marathon". De fait, on peut le définir comme une sorte de marathon de cartographie. Concrètement, cela signifie que sur un intervalle de temps donné, souvent de plusieurs heures, des personnes se réunissent pour cartographier un territoire donné. Cela répond à une demande, qui peut émaner d'une association, une ONG, ou encore une université, qui a besoin de personnes pour réaliser rapidement un travail cartographique qui nécessite un certain temps. L'idée est qu'un groupe de personnes qui focalise son temps sur ce même travail le réalisera plus rapidement, et cela présente donc un intérêt pour les besoins urgents.

## Objectif et déroulement type

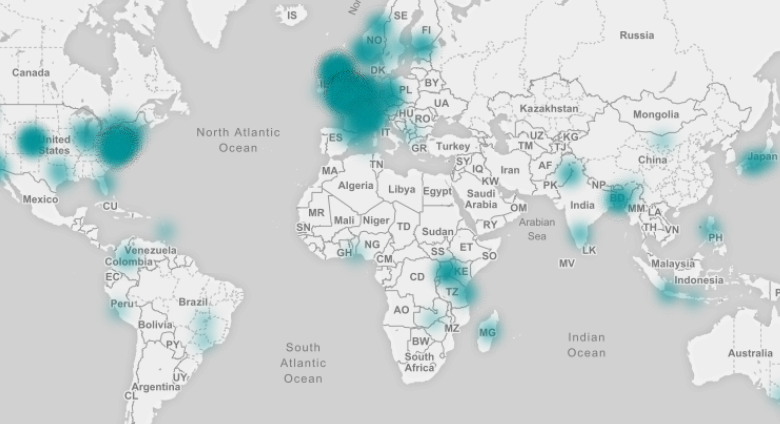
Mapathons réalisés dans le cadre du projet Missing Maps en novembre 2016.

L'objectif d'un mapathon est de deux ordres : compléter un travail urgent d'une part, et faire découvrir la cartographie participative d'autre part.
Le travail à réaliser nait toujours d'un même constat : une zone n'est pas, peu ou mal cartographiée dans OpenStreetMap et il y a un besoin de données concernant souvent des éléments artificiels (réseau routier, bâti, limites de parcelles) ou plus rarement des éléments environnementaux (cours d'eau, végétation) sur cette zone. Les mapathons peuvent être organisés dans un but humanitaire, donnant ainsi un objectif clair à l'événement. C'est le cas de ceux organisés dans le cadre du projet missing maps, porté notamment par l'Humanitarian OpenStreetMap Team, la Croix-Rouge américaine, la Croix-Rouge britannique et l'ONG Médecins sans frontières,.
Lorsqu'ils sont réalisés en présentiel, les mapathons servent de moment d'échange et de partage et sont utilisés par les organisateurs pour faire découvrir OpenStreetMap, expliquer l'utilité d'une telle plateforme et l'intérêt d'y contribuer. Les volontaires réunis lors du mapathon se coordonnent pour éditer des informations dans OpenStreetMap, via un éditeur de contenu comme ID Editor ou JOSM. Ils utilisent des images satellite puis créent manuellement leur géodonnées en relevant et classifiant les éléments qui les intéressent sur un calque. Une fois leur travail effectué, ils peuvent l'enregistrer.

## Limites et système de validation
Du fait du nombre important de non-initiés lors de ces événements, et pour éviter de laisser des erreurs potentielles, un système de validation est souvent mis en place. Des personnes faisant partie de l'organisation de l'événement ont ainsi le rôle de validateur, et soumettent définitivement ou bien corrigent les données créées par les participants au mapathon.